# Jadnici (2012.)
Jadnici (fra. Les Misérables) je britanski mjuzikl iz 2012. godine kojeg je producirala kompanija Working Title Films, a distribuirala kompanija Universal Pictures. Film je snimljen prema istoimenom mjuziklu autora Alaina Boublila i Claudea-Michela Schönberga, a koji je pak snimljen prema istoimenom francuskom romanu iz 1862. godine autora Victora Hugoa. Režirao ga je Tom Hooper, a napisali su ga William Nicholson, Boublil, Schönberg i Herbert Kretzmer. U filmu su glavne uloge ostvarili Hugh Jackman, Russell Crowe, Anne Hathaway i Amanda Seyfried, a radnja se vrti oko Jeana Valjeana bivšeg osuđenika koji postaje gradonačelnik gradića u Francuskoj. Njegova krinka uskoro bude otkrivena pa se skupa s posvojenom kćerkom Cosette mora dati u bijeg dok ga istovremeno progoni inspektor Javert. Vrijeme radnje obuhvaća punih 17 godina, a postavljena je u pozadinu političkih previranja koja kulminiraju lipanjskom pobunom u Francuskoj.
Razvoj filma Jadnici temeljenog na istoimenom kazališnom mjuziklu započeo je još kasnih 80-ih godina prošloga stoljeća. Nakon obilježavanja 25. godišnjice koncerta u listopadu 2010. godine, producent Cameron Mackintosh službeno je najavio da su dogovoreni svi detalji oko snimanja filma. U ožujku 2011. godine redatelj Hooper i scenarist Nicholson zaposleni su na projektu, a glavna glumačka postava izabrana je tijekom iste godine. Snimanje filma započelo je u ožujku 2012. godine, a snimalo se na raznim lokacijama u Greenwichu, Londonu, Winchesteru i Portsmouthu u Hampshireu (Engleska) kao i u Gourdonu (Francuska).
Film Jadnici svoju je premijeru imao u Londonu 5. prosinca 2012. godine, a u službenu kino distribuciju krenuo je 25. prosinca 2012. u SAD-u, 26. prosinca u Australiji te 11. siječnja 2013. godine u Velikoj Britaniji. Dobio je pomiješane, ali uglavnom pozitivne kritike od kojih su posebno hvaljeni glumački ansambl (posebno Hugh Jackman i Anne Hathaway). Film je osvojio tri nagrade Zlatni globus: za najbolji film (mjuzikl/komedija), najboljeg glavnog glumca u mjuziklu i/ili komediji (Jackman) te najbolju sporednu glumicu (Hathaway). Trenutno je nominiran u devet kategorija za britansku nagradu BAFTA (uključujući one za najbolji film, najbolji britanski film, najboljeg glavnog glumca i najbolju sporednu glumicu) te u osam kategorija za prestižnu filmsku nagradu Oscar uključujući one za najbolji film, glavnog glumca (Jackman) i sporednu glumicu (Hathaway). 

## Radnja
Godine 1815. francuski zatvorenik Jean Valjean pušten je iz Toulona nakon devetnaest godina zatvora zbog krađe kruha za svog nećaka. Njegov uvjetni status onemogućuje mu da nađe posao ili smještaj, ali ga štiti ljubazni biskup Digne. Valjean pokušava ukrasti njegovo srebrno posuđe no policija ga hvata, ali biskup tvrdi da je Valjeanu dao srebro i kaže mu da ga iskoristi za početak poštenog života. Ganut, Valjean prekida svoju uvjetnu slobodu i preuzima novi identitet, namjeravajući pomagati drugima. 
Osam godina kasnije, Valjean je cijenjeni vlasnik tvornice i gradonačelnik Montreuila, Pas-de-Calais, iznenađen kada Javert, bivši čuvar zatvora u Toulonu, dođe kao njegov novi šef policije. Javert svjedoči kako je Valjean spašavao radnika zarobljenog pod kolicima, zbog čega posumnja u njegov pravi identitet. U međuvremenu, jedna od Valjeanovih radnica, Fantine, otpuštena je od strane nadzornika kada joj se otkrije da ima izvanbračnu kćer Cosette koja živi s pohlepnom obitelji Thénardier, kojoj Fantine šalje svoju zaradu.
Na ulicama i sve lošije, Fantine prodaje kosu, zube i na kraju tijelo kako bi podržala Cosette. Javert ju uhiti kada napadne nasilnog klijenta, ali Valjean je prepozna i odvede u bolnicu. Saznavši da je čovjek pogrešno identificiran kao on, Valjean otkriva svoj identitet sudu prije nego što se vrati umirućoj Fantine, obećavajući da će se brinuti za Cosette. Javert stiže uhititi Valjeana, ali on bježi u gostionicu Thénardiersa. Valjean plaća Fantine dugove, a zatim bježi od Javerta s Cosette. Skrivaju se u samostanu, uz pomoć spašenog radnika Valjeana.
Devet godina kasnije Valjean je postao filantrop siromašnima u Parizu. Umro je general Lamarque, jedini vladin dužnosnik naklonjen siromašnima, a revolucionarna skupina Prijatelji ABC -a kuje zavjeru protiv monarhije. Marius Pontmercy, član Prijatelja, zaljubljen je u Cosettei i traži od Éponine, Thénardierove kćeri, da je pronađe. On i Cosette upoznaju se i priznaju svoju ljubav; Éponine, koja je i sama zaljubljena u Mariusa, slomljena je srca.
Thénardier pokušava opljačkati Valjeanovu kuću, ali Éponine ga zaustavlja. Uplašen da je Javert blizu, Valjean planira s Cosette pobjeći u Englesku. Cosette ostavlja Mariusu pismo koje Éponine krije od njega. Tijekom Lamarqueove pogrebne povorke počinje pobuna i barikade se grade diljem Pariza. Javert se predstavlja kao saveznik u špijuniranju pobunjenika, ali ulični dječak Gavroche izlaže ga kao policajca. Tijekom prvog okršaja s vojnicima, Éponine uzima metak za Mariusa i umire mu u naručju, te mu daje Cosetteino pismo i priznaje svoju ljubav. Mariusov odgovor Cosette presreće Valjean, koji se pridružuje pobuni kako bi ga zaštitio.
Valjean se nudi pogubiti zatvorenog Javerta, ali ga umjesto toga pušta, pretvarajući se da ga je ubio. Do zore vojnici ulaze na barikadu i ubijaju sve osim Mariusa i Valjeana koji bježe u kanalizaciju. Thénardier nailazi na Marusa u nesvijesti i ukrade mu prsten, prije nego što mu Valjean zaprijeti da će otkriti izlaz. Valjean zatekne Javerta koji ga čeka, ali vidjevši da je Marius blizu smrti, Javert ih pušta. Moralno poremećen milosrđem svog neprijatelja i vlastitim zauzvrat, Javert se ubija bacivši se u Senu. Marius se oporavlja, traumatiziran smrću svojih prijatelja.
Marius i Cosette ponovno se viđaju, ali Valjean, zabrinut da će njegova prošlost ugroziti njihovu sreću, planira odlazak. Svoju priču otkriva Mariusu, koji obećava šutjeti. Na vjenčanju Mariusa i Cosette, Thénardiersi dolaze kako bi ucijenili Mariusa; Thénardier tvrdi da je vidio kako Valjean nosi ubijeni leš i pokazuje ukradeni prsten, koji Marius prepoznaje kao svoj. Shvativši da ga je Valjean spasio od barikade, Marius tjera Thénardiera da otkrije gdje se nalazi, a Thénardier je izbačen s vjenčanja. U samostanu Cosette i Marius pronalaze umirućeg Valjeana, koji im daje pisma priznanja prije nego što mirno umire. Njegov duh vođen je anđelima Fantine i biskupa da se pridruže Éponine, Gavrocheu i prijateljima ABC -a u vječnom životu.

## Glumci
- Hugh Jackman kao Jean Valjean, Francuz pušten iz zatvora u Toulonu nakon 19 godina zbog krađe kruha i pokušaja bijega. Oko lipnja 2011. Jackman se susreo s producentom Cameron Mackintosh na audiciji u New Yorku. Kako bi se pripremio za ulogu, Jackman je izgubio 15 kilograma (6,8 kg), a kasnije je vratio 30 kilograma (14 kg) kako bi odražavao uspjeh svog lika. Izbjegavao je piti kavu, zagrijavao se najmanje 15 minuta svaki dan, držao je pastile Ricola, pio čak sedam litara vode dnevno, sjedio u pari tri puta dnevno, kupao se u hladnim kupkama i tijekom leta koristio mokru krpu za lice, citirajući izvornog ko-redatelja mjuzikla Trevora Nunna radi njegove obuke. On je intenzivno surađivao s vokalnom trenericom Joan Lader, te je uspio proširiti svoj vokalni raspon, koji je izvorno kategorizirao kao visoki bariton, do tenora.
- Russell Crowe kao Javert, policijski inspektor koji je svoj život posvetio ponovnom zatvaranju Valjeana. Prije nego što je dobio ulogu Javerta, Crowe je u početku bio nezadovoljan likom. Na putu u Europu na vjenčanje prijatelja, Crowe je došao u London i susreo se s producentom Cameron Mackintosh. Na sastanku s Tomom Hooperom rekao je redatelju svoju zabrinutost oko glume Javerta, a nakon sastanka s njim, Crowe je "bio odlučan biti uključen u projekt i igrati Javerta. Mislim da to ima neke veze s Tomovom strašću prema onome što je se spremao poduzeti, jasno je razumio probleme i jasno je razumio izazov." Crowe je prilikom posjete domu Victora Huga u Parizu rekao:" [Kustos kuće] pričao mi je o [detektivu iz 19. stoljeća Eugeneu Francoisu] Vidocqu, čovjek koji je bio i zatvorenik i policajac, čovjek zaslužan za izmišljanje tajnog policijskog posla kada je osnovao Brigadu de Surete."
- Anne Hathaway kao Fantine, majka Cosette i teška tvornička radnica, koja pribjegava prostituciji kako bi poslala novac svojoj kćeri. Kada je Hathaway odabrana, izjavila je: "Postojao je otpor jer sam bila između njihove idealne dobi za ulogu - možda nisam bila dovoljno zrela za Fantine, ali sam prošla točku u kojoj sam vjerodostojno mogla igrati Cosette."
- Amanda Seyfried kao Cosette, izvanbračna kći Fantine, koju čuvaju Thénardiersi sve dok je Valjean od njih ne kupi. Prilikom razvoja Cosette, Seyfried je izjavila: "U ono malo vremena u kojem sam morala objasniti Cosette i dati publici razlog [da je vidi] kao simbol ljubavi, snage i svjetla u ovoj tragediji, morala sam moći prenijeti stvari s kojima se možda niste povezali u priči." Pozvan je vokalni trener koji joj je pomogao s pjesmama. Isabelle Allen glumi Cosette kao dijete. Radeći sa svojim kolegama glumcima, Allen je rekla: "Dali su nam puno savjeta i uglavnom su se [uvjerili] da smo svi u redu. Bili su jako fini."
- Eddie Redmayne kao Marius Pontmercy, studentski revolucionar koji je prijatelj s kćerkom Thenardiersa, Éponine, ali se zaljubljuje u Cosette. Smatrao je da je vizija redatelja Hoopera "nevjerojatno korisna". U suradnji s Hooperom, Redmayne je rekao: "Bio je nevjerojatno suradljiv. Svakako smo tijekom procesa proba sjedili s Tomom i knjigom Victor Hugo dodajući stvari." Upravo je Redmayne predložio Hooperu da pjesma njegovog lika, "Empty Chairs at Empty Tables", bi trebala započeti a cappella kako bi bolje izrazili Mariusovu krivnju i bol.
- Helena Bonham Carter i Sacha Baron Cohen kao Thénardieri, par ulizica gostioničara. Hooper je prethodno surađivao s Bonham Carter u Kraljevom govoru, u kojem je portretirala kraljicu Elizabetu, suprugu kralja Georgea VI. Baron Cohen i Bonham Carter prethodno su glumili u ekranizaciji mjuzikla Sweeney Todd: The Demon Barber of Fleet Street. Kad je Baron Cohen prihvatio ulogu Thénardiera, morao je napustiti rad na filmu Django Unchained.
- Samantha Barks kao Éponine, Thénardierova kći. Nakon što je prethodno igrala ulogu na koncertu 25. obljetnice i u produkciji West Enda, Barks je izjavila da "ima sličnosti u ulozi - isti su lik - ali Éponine u romanu i Éponine u mjuziklu dvije su različite vrste" djevojke, pa mi je to bilo uzbuđenje spojiti to dvoje zajedno, dobiti nešto što još uvijek ima to srce i dušu s kojima se svi povezujemo u mjuziklu, ali i neugodnu, samozatajnu tinejdžerku koju vidimo u romanu, pokušavajući spojiti to dvoje zajedno. " Smatrala je da je Jackman "fascinantan za učenje, i osjećam da bi to trebalo biti učinjeno". Natalya Wallace glumi mladu Éponine.
- Aaron Tveit kao Enjolras, vođa Les Amis de l'ABC. U nadi da će igrati Mariusa, Tveit je poslao kasetu za audiciju u kojoj je pjevao "Empty Chairs at Empty Tables" i "In My Life". Nikada nije imao nikakvu ulogu u mjuziklu. O Enjolrasu je rekao i da je "kad sam se sve više upoznavao s materijalom i kad sam čitao roman, rekao:" Vau, ovo je stvarno, stvarno velika uloga ", i osjećao sam se mnogo bolje za njega. " Tveit je rekao da je snimanje filma "gotovo jednako naporno kao maraton".
- Daniel Huttlestone kao Gavroche, mudri i herojski ulični dječak, koji prikazuje svjež, lucidan i ironičan pogled na suvremeno francusko društvo. Istu je ulogu odigrao u Queen's Theatreu u Londonu, ostajući s njima godinu dana prije nego što je dobio ulogu da reprizira Gavrochea u ekranizaciji. Njegovu izvedbu pohvalili su i javnost i kritičari, od kojih su ga neki smatrali kradljivcem scena.

## Produkcija

### Razvoj projekta
Nakon objavljivanja Les Misérables (1980.), francuskog pjevanog konceptualnog albuma Alaina Boublila i Claude-Michela Schönberga prema istoimenom romanu Victora Huga, mjuzikl je premijerno izveden u Palais des Sports u Parizu 1980. godine. Kazališna produkcija West End na engleskom jeziku otvorena je u Umjetničkom centru Barbican 8. listopada 1985. Sljedeća je broadwayska produkcija otvorena u Broadway Theatru 12. ožujka 1987. i zatvorena u Imperial Theatru 18. svibnja 2003. nakon 6680 predstava. Godine 1988. smatralo se da bi Alan Parker režirao filmsku adaptaciju mjuzikla Les Misérables. 1991. Bruce Beresford potpisuje se kao redatelj filma. 
Godine 1992. producent Cameron Mackintosh najavio je da će film biti koproduciran od strane TriStar Pictures. Međutim, ideja za film je napuštena. Godine 2005. Mackintosh je kasnije potvrdio da se interes za pretvaranje mjuzikla u filmsku adaptaciju obnovio tijekom prvih mjeseci te godine. Mackintosh je rekao da želi da film režira "netko tko ima viziju predstave koja će vratiti originalni tim izdavača, uključujući [Mackintosha] na posao". Također je rekao da želi da ga filmska publika učini "svježom kao stvarna predstava". 
Godine 2009. producent Eric Fellner započeo je pregovore s Mackintoshom o stjecanju prava na film i zaključio ih krajem 2011. Fellner, Tim Bevan i Debra Hayward angažirali su Williama Nicholsona za pisanje scenarija za film. Nicholson je nacrt napisao u roku od šest tjedana. 
DVD/Blu-ray izdanje Les Misérables in Concert: The 25th Anniversary potvrdilo je najavu filmske adaptacije mjuzikla. 

### Pred produkcija
U ožujku 2011. redatelj Tom Hooper započeo je pregovore o režiji filma Les Misérables po scenariju Williama Nicholsona. Produkcija filma službeno je započela u lipnju te godine, a koproducirali su Cameron Mackintosh i Working Title Films. Nakon što se već približio Hooperu prije produkcije sa željom da glumi Jeana Valjeana, Hugh Jackman započeo je pregovore da glumi u filmu zajedno s Paul Bettanyjem kao Javertom. Druge zvijezde koje su se vezale za projekt bile su Hathaway i Helena Bonham Carter. 
U rujnu 2011., Jackman je dodijeljen kao Jean Valjean, a Russell Crowe kao Javert. Sljedećeg mjeseca Mackintosh je potvrdio da će Fantine glumiti Hathaway. Prije nego što je Hathaway ubačena, Amy Adams, Jessica Biel, Tammy Blanchard, Kristin Kreuk, Marion Cotillard, Kate Winslet i Rebecca Hall također su uzete u obzir za taj dio. Za tu ulogu Hathaway je dopustila da joj se kosa ošiša na kameri za scenu u kojoj njezin lik prodaje njenu kosu, navodeći kako se dužine koje ulaže za svoje uloge "ne osjećaju kao žrtvovanje. Preobrazba je jedna od najbolji dijelovi [glume]. "Uloga je također zahtijevala da izgubi 25 funta (11 kg). 
Osim što je Hathaway izgubila na težini, Hugh Jackman je također izgubio veliku težinu za prvu scenu kao Jean Valjean kada je zatvoren u radnom logoru. Kako bi postigao mršav izgled, Jackman se posvetio minimalističkoj prehrani i intenzivnim vježbama. U intervjuu za Epix, Jackman je otkrio da je ujutro trčao 45 minuta natašte, što je Hathaway kasnije koristila kao taktiku mršavljenja uz Jackmanovu pomoć, te je postigao 36-satni tečni post. To mu je omogućilo da brzo izgubi deset kilograma, a oči i obrazi su mu jako potonuli. 
U studenom 2011. godine Eddie Redmayne je dobio ulogu Mariusa Pontmercyja. U uži izbor glumica za ulogu Éponine bile su Scarlett Johansson, Lea Michele, Miley Cyrus, Tamsin Egerton, Taylor Swift i Evan Rachel Wood. 
U siječnju 2012. tisak je izvijestio da je uloga Éponine službeno ponuđena Taylor Swift. Međutim, Swift je kasnije izjavila da ta izvješća nisu bila potpuno točna. Krajem mjeseca, Mackintosh se posebno pojavio tijekom zavjese Olivera! Britanska turneja u kazalištu Palace, Manchester, najavljujući da će Nancy s turneje, Samantha Barks, koja je igrala Éponine u produkciji West Enda i na koncertu 25. obljetnice, ponoviti ulogu u filmu. Barks je do tada bila na audiciji 15 tjedana. 
U početku se nepoznata osoba tražila za ulogu Cosette, s otvorenim pozivom u New Yorku u prosincu 2011. U siječnju 2012. pojavili su se izvještaji da je umjesto toga Amandi Seyfried ponuđena uloga. Eddie Redmayne potvrdio je i Seyfriedov casting i Bonham Carter kao Madame Thénardier u intervjuu 12. siječnja. Hooper je potvrdio da će se držati u biti opjevane mjuzikla i na taj način uvesti vrlo malo dodatnog dijaloga. Hooper je potvrdio da se film neće snimati u 3D -u, izrazivši mišljenje da to neće pojačati emocionalnu naraciju filma i odvratiti publiku od pripovijedanja. 
Nakon ove objave, u tisku su se pojavili izvještaji da je Sacha Baron Cohen započeo razgovore da se pridruži glumačkoj ekipi kao Thénardier i da je Aaron Tveit bio ubačen kao Enjolras. Kasnije tog mjeseca, tisak je službeno potvrdio Tveitovo ulaganje kao Enjolras. U filmu su se pojavili Colm Wilkinson i Frances Ruffelle (originalni Valjean i Éponine, u produkcijama West End i Broadway). Wilkinson je glumio biskupa Dignea, a Ruffelle je imala ulogu kao prostitutka. George Blagden je proglašen Grantairom. U intervjuu za Front Row BBC Radio 4, Tom Hooper je otkrio da će Claude-Michel Schönberg komponirati jednu novu pjesmu i dodatnu glazbu. Redatelj se također proširio na izvođače koji pjevaju uživo na setu, za što je smatrao da će ukloniti potrebu za ponovnim snimanjem "zaključanih" predstava i omogućiti više kreativne slobode. Više detalja o tome potvrdio je Eddie Redmayne u jednom intervjuu. Izjavio je da će glumačka ekipa pjevati uz glasovirske pjesme (preko slušalice) i da će se orkestar dodati u postprodukciji.
U veljači 2012. godine održane su audicije za casting uključujući dodatke za film na Sveučilištu u Portsmouthu i Chatham Maritime u Chathamu. Nekoliko dana kasnije, Mackintosh je službeno potvrdio da će Bonham Carter glumiti Madame Thénardier. Također je najavio da je naslov novonastale pjesme za film "Odjednom" i da "lijepo objašnjava što se događa kada Valjean odvede Cosette iz gostionice i pazi na nju." 
Glumačka ekipa počela je s probama u siječnju 2012., a glavna fotografija trebala bi započeti u ožujku. Tisak je službeno potvrdio uloge Baron Cohena tijekom posljednjeg mjeseca. Prije snimanja nije bilo čitanja scenarija. 

### Snimanje
S proračunom za produkciju od 61 milijun dolara, glavna fotografija filma započela je 8. ožujka 2012. u Gourdonu. Snimna mjesta u Engleskoj uključivala su Boughton House, Chantry Chapel i Cloisters na Winchester Collegeu, Winchester Cathedral Close, Mornaričku bazu njezina veličanstva Portsmouth, Chatham Dockyard, Crkvu sv. Marije Djevice, Ewelme, South Oxfordshire i Pinewood Studios. U travnju 2012. posade su izgradile repliku Slona Bastille u Greenwichu. U romanu Gavroche živi u propadajućem spomeniku.
Snimanje na licu mjesta održano je i u Gourdonu, Alpes-Maritimes u Francuskoj. Snimci Hathawayjevog pjevanja "I Dream a Dream", pjesme iz mjuzikla, prikazani su u CinemaConu 26. travnja 2012. Russell Crowe potvrdio je 5. lipnja 2012. na Twitteru da je završio snimanje. Kasnije ga je slijedila Samantha Barks, potvrđujući da su i sve njezine scene dovršene. Jackman je izjavio da je snimanje završeno 23. lipnja 2012. Neka kasna snimanja dogodila su se u Bathu, Somerset, u listopadu 2012. gdje su kaskaderski snimci za Javertovo samoubojstvo morali biti snimljeni zbog greške koja je pronađena na ovim snimkama tijekom postprodukcije. Bath nije bio izvorno mjesto za snimanje ove scene, ali su kasni snimci snimljeni u Pulteney Weir. 

### Post produkcija
Vokal filma snimljen je uživo na setu koristeći živu klavirsku pratnju koja se svirala kroz slušalice kao vodič, uz orkestralnu pratnju snimljenu u postprodukciji, umjesto tradicionalne metode gdje se glazbeni zvučni zapisi filma obično snimaju i reproduciraju na setu koji glumci usna sinkronizacija. Proizvođački mikser zvuka Simon Hayes koristio je 50 mikrofona s lavaljerom DPA 4071 za snimanje vokala. Hooper je objasnio svoj izbor:
Osjećao sam se na kraju, to je bio prirodniji način za to. Znate, kad glumci vode dijalog, oni imaju slobodu u vremenu, oni imaju slobodu u koračanju. Mogu stati na trenutak, mogu ubrzati. Jednostavno sam htio glumcima dati normalne slobode koje bi imali. Ako im treba malo da bi se pojavila emocija ili osjećaj u očima prije nego što pjevaju, mogu odvojiti to vrijeme. Ako plaču, mogu plakati kroz pjesmu. Kad to radite za reprodukciju, u milisekundu morate kopirati ono što radite. Nemate slobode u ovom trenutku - a gluma je iluzija slobode u trenutku.
Iako je kreativni tim izjavio da je ova metoda snimanja uživo jedinstvena i "prva na svijetu", mnogi su filmovi već koristili ovu tehniku, osobito rani razgovori, kada sinkronizacija usana nije bila usavršena. Najnoviji primjeri uključuju film 20th Century Fox iz 1975. At Long Last Love; adaptacija Čarobne frule, objavljena iste godine; adaptacija The Fantasticksa 1995 .; dijelovi adaptacije knjige Evita Andrewa Lloyda Webbera 1996. godine; filmska verzija Hedwig i Angry Inch iz 2001.; i film Across the Universe iz 2007. s pjesmama Beatlesa.
Producenti su 27. kolovoza 2012. najavili da će snimanje Les Misérables započeti u Londonu 10. listopada, a na njima će nastupiti 70-člani orkestar. Također su objavili da je skladatelj Claude-Michel Schönberg skladao dodatnu glazbu kako bi naglasio film. Rukovoditelji Universal Studija odobreni su pregled grubog dijela filma 9. rujna 2012. bez pjesama orkestra. Rez su dočekali s "izuzetnim uzbuđenjem".

## Kritike
Web stranica recenzija Rotten Tomatoes izvijestila je o odobrenju od 70% s prosječnom ocjenom 6,90/10, na temelju zbrajanja od 256 recenzija. Konsenzus stranice glasi: "Besprijekorno montiran, ali povremeno bombastičan, Les Misérables u velikoj mjeri uspijeva zahvaljujući bravuroznim izvedbama svoje ugledne glumačke ekipe." Na Metacritic, film je postigao prosječnu ocjenu 63 od 100 na temelju 41 kritike, što znači "općenito povoljne kritike ". Film je općenito hvaljen zbog glumačke i ansamblne glumačke ekipe, a za pohvale su izdvojeni Jackman, Hathaway, Redmayne, Seyfried i Barks. Međutim, Croweov nastup bio je kritiziran. Pjevanje uživo, koje je bilo jako promovirano u marketingu za film, dobilo je podijeljenjo mišljenje.
Robbie Collin iz The Daily Telegrapha filmu je dodijelio pet zvjezdica: "Les Misérables je uspješnica, a posebni efekti su emocionalni: eksplozije tuge; vatrene kugle romantike; žarišta od milijun dolara. Prema tome, trebali biste ga vidjeti na njegovom otvaranju, na ogromnom ekranu, s fanatičnom gomilom. "
Peter Bradshaw iz Guardiana složio se s time: "Čak i kao nevjernik u ovu vrstu" opjevanog "mjuzikla, ovaj me očaran i ponekad uvjerljiv film udario u pokornost ...".  Kenneth Turan iz Los Angeles Timesa dao je pozitivnu kritiku rekavši da je film "svirač koji donosi emocionalni udar kada se računa. Možete ući u kazalište kao agnostik, ali možete jednostavno otići pjevati sa zborom." Peter Travers iz Rolling Stonea rekao je: "Osim što je gozba za oči i uši, Les Misérables je preplavljen humorom, slomljenim srcem, uzbudljivom radnjom i zanosnom romantikom. Prokletstvo, savršeno je čudesno." 
Todd McCarthy iz The Hollywood Reportera rekao je: "Kao što je trajni uspjeh ove nekretnine pokazao, postoje veliki, emocionalno osjetljivi segmenti stanovništva koji su spremni progutati ovakve stvari, ali to ne znači da je to dobro." 
Manohla Dargis iz The New York Timesa napisala je: "[Režiser Tom] Hooper može biti jako dobar s glumcima. Ali njegova nesposobnost da ostavi bilo koji ljiljan nepozlaćen - da režira scenu bez naginjanja, udaranja ili bacanja kamere - razmazivanje je i smrtonosno. Do velikog finala, kada tout le monde maše francuskom trobojnicom u pobjedi, možda ćete umjesto toga podići bijelu zastavu u iscrpljenom porazu. "
Justin Chang iz Varietyja napisao je kako će film "više nego zadovoljiti legije obožavatelja predstave". Chang je pohvalio izvedbe Jackmana, Hathaway, Barks, Tveita i Seyfried (tj. Svih vodećih glumaca osim Crowea i Redmaynea), ali je rekao da se montaža filma "čini nesklonom usporavanju i dopuštanju gledatelju da jednostavno preuzme izvedbe." 
Calum Marsh iz časopisa Slant dao je filmu jednu zvjezdicu od četiri i napisao: "Nedostaci - a postoji veliki broj onih koji nikada ne bi uspjeli rezat da je ovo savršena studijska snimka - prikladno su gurnuti pod tepih iskrenog izraza. .. najgora kvaliteta živog pjevanja Les Misérables je jednostavno u tome što stavlja preveliki pritisak na šačicu izvođača koji iskreno ne znaju pjevati ... Leće riblje oko i loše uokvireni izbori obiluju Les Misérables, gotovo svaki kadar otkriće loš ukus jednog čovjeka ... Čovjek bi teško mogao to opisati, unatoč bogatstvu prikazane ljepote, kao sve osim ružnog filma, snimljenog i nespretno izrezanog. Sve u filmu, uključujući pjesme, podignuto je na 11, melodrama svega toga lebdi u zraku. Stoga je čudno da se ovakav razotkrivajući maksimalizam u konačnici sveo na nekoliko lica s ribljim okom, pljačkajući ih za krupni plan, dok ljudi pjevaju bez ključa i slomljeni. " Chicago Kritičar Tribunea Michael Phillips dao je filmu jednu i pol zvijezde od četiri i piše: "Kamera se grčevito tka i tka poput pijanca. Tako imate čekićareve krupne planove, u kombinaciji s nesigurnom nesigurnošću svaki put kad je više od dvije osobe u kadru. ... premalo u ovoj pomahnitaloj zbrci filmskih registracija jer Hooper pokušava natjerati sve da se registriraju na istoj ludnici. "
Neke su posebne izvedbe ocijenjene vrlo pozitivno. Izvedba balade "I Dreamed a Dream" Anne Hathaway naišla je na pohvale, a mnogi uspoređuju njezinu kvalitetu sličnu showstopperu s izvedbom Jennifer Hudson "And I Am Telling You I'm Not Going" iz Dreamgirls. Christopher Orr iz Atlantika napisao je da "Hathaway daje sve što ima, počevši od tihe tuge prije nego što dođe do jadnog vrhunca: dahće, plače, kašlje. Ako vas prizor oduševi - toliko će ih biti; to gotovo će sigurno Hathaway zaslužiti svog prvog Oscara - ovo je možda film za vas." Ann Hornaday iz The Washington Posta piše da "Središnji dio filma koji se u potpunosti sastoji od središnjih dijelova pripada Anne Hathaway, koja kao tragična heroina Fantine pjeva još jedan od nezaboravnih brojeva ". Joy Tipping iz Dallas Morning News opisao je Hathawayin nastup kao "anđeoski". 
Claudia Puig iz USA Today opisuje je kao "vrhunsku kao tragičnu Fantinu". Travers je smatrao da "Dinamit Hathaway razbija svako srce kad pjeva kako je 'život ubio san koji sam sanjala.' Njezin vulkanski nastup ima Oscara napisanog po cijelom." Lou Lumenick, kritičar za New York Post, napisao je da je film" vrijedan gledanja samo za Hathaway ". Smatralo se da je vodeća za Oscara za najbolju sporednu glumicu, koja ga je na kraju i osvojila.
Eddie Redmayne također je dobio značajne pohvale za svoj nastup u Bloomberg Newsu rekavši da "Eddie Redmayne - nedavno viđen kao željan mladi asistent produkcije u Mojem tjednu s Marilyn - donosi daleko najdirljiviju i najupečatljiviju izvedbu u filmu kao mladi student Marius, koji je zajedno sa svojim kolegama studentima zatečen u francuskim političkim preokretima u 19. stoljeću."
Samantha Barks zaslužila je pohvalu za svoj prikaz Éponine, pri čemu je Digital Journal rekao: "Samantha Barks igra Éponine s takvom gracioznošću, slatkoćom i tugom da je teško zamisliti bilo koga drugog u ulozi", dok je Claudia Puig iz USA Today naziva je "srcedrapajućom", Richard Roeper iz Chicago Sun-Timesa opisao je njezin nastup kao "stvaranje zvijezda". 
Croweov nastup bio je slabije prihvaćen. Kao odgovor na te kritike, Tom Hooper je za USA Today rekao:
Na audiciji smo imali stotine stotina ljudi - opernih pjevača, glazbenih glumaca, filmskih glumaca, glumaca koji ne znaju pjevati ili plesati. Istina je da su vam potrebni ljudi koji mogu držati filmsku kameru. Pronaći briljantne filmske glumce koji su sjajni pjevači - tako je malo izbora. Na kraju ostajem pri onome što je Russell učinio. Volim ga u filmu. Prihvatio sam neku vrstu sirovog stava prema vokalu koji je neobičan u modernom dobu. Isprobao sam Auto-Tune, kompozite različitih izvedbi. No, na kraju sam koristio samo originalnu snimku uživo. Inače, došlo je do gubitka realizma, integriteta i emocionalne ranjivosti.
Emma Gosnell, koja je pisala za The Daily Telegraph, izjavila je da je napustila nastup zbog lošeg pjevanja, navodeći posebno Crowea i Jackmana kao uzrok. Reprodukcijska pjevačica Marni Nixon rekla je da "[Crowe] nije bio ništa. Nije se odlučio da će tako pjevati, jednostavno nije mogao učiniti ništa drugo" i da je Jackman dobro postupio, ali "mogao je to učiniti plemenitijim glasom". 
Godine 2013. film je bio nominiran za osam Oscara, uključujući najbolji film i najboljeg glumca u glavnoj ulozi za Hugha Jackmana, a pobijedio je u tri kategorije: najbolja sporedna glumica za Anne Hathaway, najbolja šminka i frizura, i Najbolje miksanje zvuka.

## Vanjske poveznice
- (engl.) Jadnici u internetskoj bazi filmova IMDb-a
- (engl.) Jadnici na Box Office Mojo